# 网纹拟蚶
网纹拟蚶（学名：Arcopsis minabensis），是魁蛤目魁蛤科Arcopsis属的一种。主要分布于中国大陆，常栖息在北部湾（水深46米）、潮下带。